# Lois Pereiro
Luis Ángel Sánchez Pereiro, más conocido como Lois Pereiro, (Monforte de Lemos, 16 de febrero de 1958-La Coruña, 24 de mayo de 1996) fue un escritor y poeta español en lengua gallega. En el año 2011 se le dedicó el Día de las Letras Gallegas.

## Trayectoria
Nació en Monforte de Lemos, de familia procedente de Incio. Estudió en el colegio de los Escolapios, y comenzó a escribir con 15 años. Tras finalizar el COU se marchó a Madrid, donde inició los estudios universitarios de Ciencias Políticas y Sociología, estudios que abandonó a los pocos meses. Tras una estancia en Monforte trabajando en la empresa familiar, dedicada al vidrio, regresó a Madrid para estudiar lengua inglesa, francesa y alemana en la Escuela Oficial de Idiomas. Allí fundó la revista Loia con Antón Patiño, Manuel Rivas y su hermano Xosé Manuel Pereiro. 
Hacia 1981 se va a vivir a La Coruña, donde se une a la revista La Naval. En esta época entró en contacto con un grupo de poetas entre los que figuraban Xavier Seoane, Francisco Salinas Portugal o Xulio López Valcárcel, participando en varias antologías como De amor e desamor (1984) y De amor e desamor II (1985), y colaborando en revistas como La Naval, Trilateral, Anima+l y Luzes de Galiza. Esta última publicaría en 1997 los ocho capítulos de la novela corta Náufragos do Paradiso.
En 1983 y 1987 viajó por Europa. Trabajó como traductor de alemán, francés e inglés de doblaje de cine y, sobre todo, de televisión tanto convencional (episodios de Dallas, Kung fu o The Young Ones) como porno.
Solo publicó dos poemarios en vida, Poemas 1981/1991 (1992) y Poesía última de amor e enfermidade (1995). En 1996, año de su muerte, salió a la luz Poemas para unha Loia, que recoge obras de la época madrileña, publicadas en la revista Loia, y que incluye el ensayo Modesta proposición para renunciar a facer xirar a roda hidráulica dunha cíclica historia universal da infamia, publicado en el n.º 27 de Luzes de Galiza.
Respecto a las causas de la muerte de Pereiro, a pesar de padecer sida, fueron un cúmulo de enfermedades que terminaron con una insuficiencia hepática. Oficialmente y de acuerdo con una sentencia de la Audiencia Provincial de Lugo, tras un pleito para que el Estado pagase el entierro, el motivo de su muerte fue una intoxicación por aceite de colza desnaturalizado.

## Reconocimiento

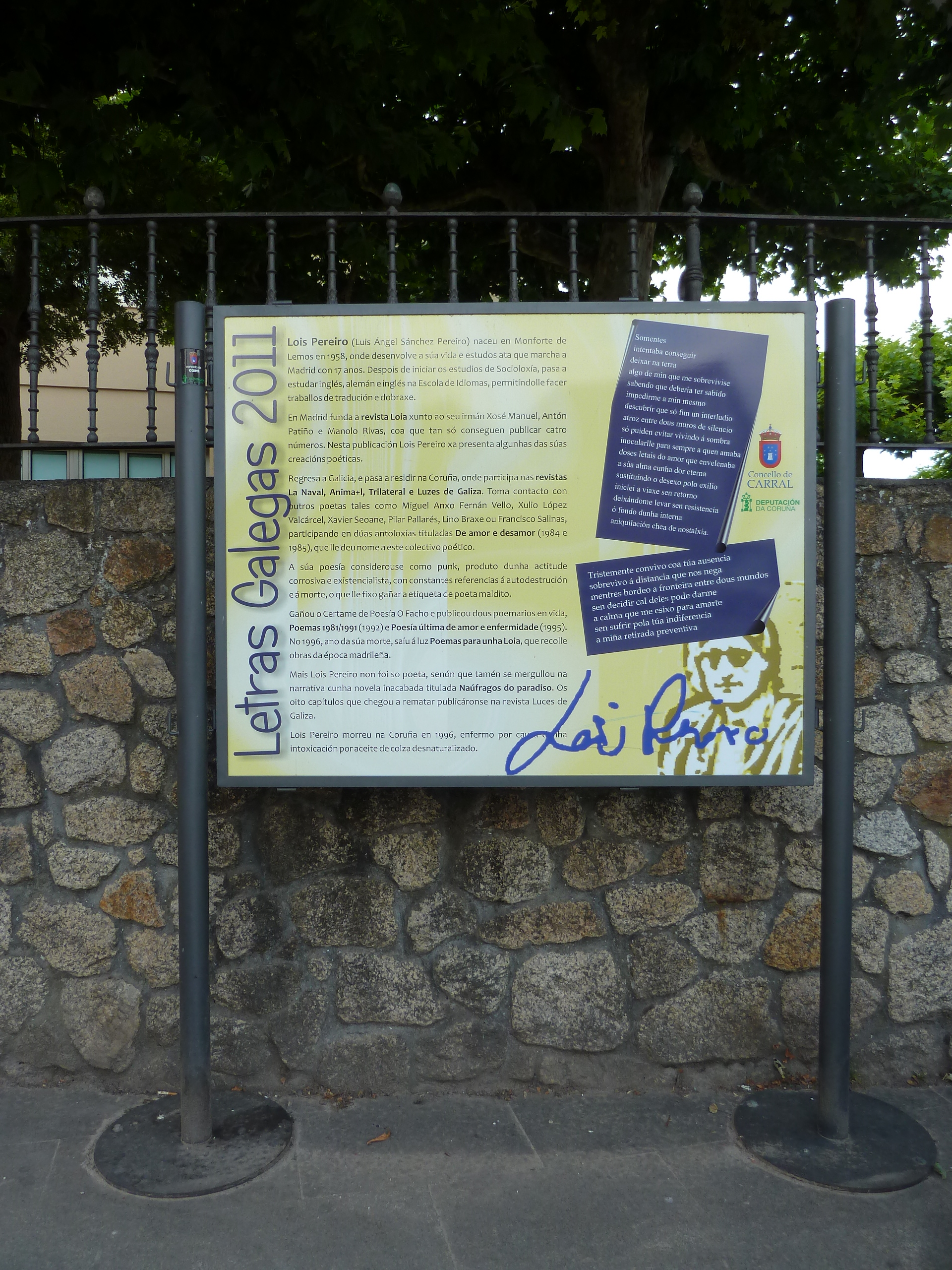
Cartel en el municipio de Carral en recuerdo del Día de las Letras Gallegas dedicado al poeta en 2011.

Durante años se reivindicó la dedicación del Día de las Letras Gallegas a este poeta monfortino. En el marco de esa campaña se sitúa una reedición de su obra poética traducida al castellano, catalán y vasco, junto con los textos originales en gallego.
Finalmente, el 26 de junio de 2010 la Real Academia Gallega publicó su decisión de dedicarle el Día de las Letras Gallegas de 2011. La Academia apreció:

[...] evidentes huellas expresionistas, referencias a la literatura germánica y ciertos rasgos de contracultura [...] una imagen y una estética que hicieron de él un autor de culto. Cartografió como nadie el laberinto del mundo contemporáneo conciliando para tal fin el individualismo escéptico con la tradición demoledora del expresionismo centroeuropeo.

En palabras del escritor y miembro de la Real Academia Gallega Manuel Rivas:

Dedicarle a Lois el Día das Letras 2011 fue una decisión valiente de la Academia, porque es un autor de culto, pero en cuanto se difunda su obra será un autor muy popular.

El ayuntamiento de Monforte de Lemos, su ciudad natal, declaró el año 2015 como «Año Lois Pereiro» y le dio el nombre del poeta a la Casa de la Cultura y a la Biblioteca Pública Municipal de la ciudad.

## Ejemplo de su lírica
Como muestra de la crudeza y desnudez de su poesía, he aquí un párrafo de uno de sus poemas, epitafio grabado en piedra en su tumba de Santa Cristina del Viso (Incio):

Cuspídeme enriba cando pasedes por diante do lugar onde eu repouse, enviándome unha húmida mensaxe de vida e de furia necesaria.
Escupidme encima cuando paséis por delante del lugar donde yo repose, enviándome un húmedo mensaje de vida y de furia necesaria.

## Pensamiento

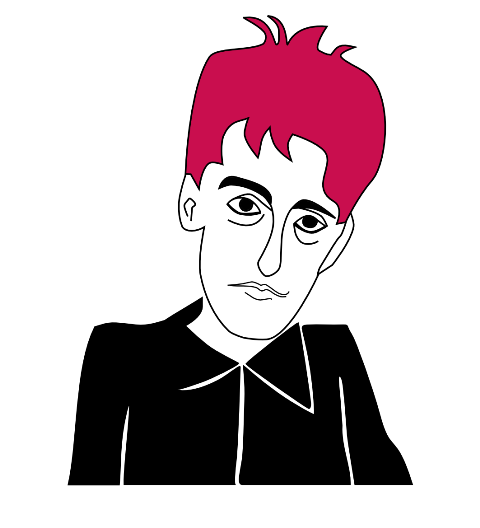
Lois Pereiro, caricatura de Ruth Caramés.

La ideología del autor gallego estaba influenciada por el anarcocomunismo de Kropotkin y el galleguismo de Castelao. «Observador agudo y preciso analista de la condición humana» según su hermano Xosé Manuel, algunos de sus amigos y allegados definen su obra como una rebelión contra el poder establecido, motivo por el que algunos de sus poemas fueron versionados por bandas de punk; Manuel Rivas afirma en la presentación de Poemas para unha loia, libro póstumo de Pereiro, que aunque «no realizó una incursión de forma intencionada en la llamada 'poesía social'» sin embargo «Era un revolucionario. Un verdadero anarquista, alérgico a todo tipo de opresión», y Antón Patiño en su ensayo Radiografía do abismo afirma que el manifiesto político de Lois Pereiro nace de ingredientes como el movimiento punk o las proclamas vanguardistas y expresa el contexto de su época, en una contestación radical expresada desde muchos sectores de la contracultura, y define la ideología de Pereiro como «amalgama llena de autenticidad».

## Obra
Poesía
- Poemas 1981/1991 (1992)
- Poesía última de amor e enfermidade (1995)
- Poemas para unha Loia (1997)
- Antoloxía (2011)
- Obra poética completa (2011)
- Obra completa (edición bilingüe gallego-castelano. Trad. de Daniel Salgado) (2011) Prólogo de Pere Gimferrer
- Poesía última de amor y enfermedad (edición en castellano. Trad. de Daniel Salgado) (2012)
- Collected Poems (obra poética completa en inglés. Trad de Jonathan Dunne) (2011)
- Sabrani stihotvoreniya (obra poética completa en búlgaro. Trad. de Tsvetanka Elenkova) (2013)
- Akaberako poesía amodioaz eta gaitzaz (1992-1995) (traducción al euskera de Poesía última de amor e enfermidade. Trad. de Joxemari Sestorain) (2013)
- Poesía última d'amor i malaltia (19912-1995) (traducción al catalán de F. Escandell) (2016) (Libros del Buc)

Ensayo
- Modesta proposición e outros ensaios (2011)

Diarios
- Conversa ultramarina (2010)

Narrativa
- Náufragos do Paradiso (2011)

Obras colectivas
- De amor e desamor. I e II (1984, 1985)
- Concurso Nacional de Poesía O Facho (1978-1989) (1990)
- Antoloxía consultada da poesía galega 1976-2000 (2003)
- Dix-sept poètes galiciens 1975-2000. Dezasete poetas galegos 1975-2000 (2008)